# Kenzie
Kim Yeon Jung (em coreano:  김연정; Shimane, Japão, 3 de fevereiro de 1976), mais conhecida profissionalmente como Kenzie (hangul: 켄지; rr: Kenji) é uma compositora e produtora sul-coreana, que atua sob a empresa SM Entertainment. Kenzie é conhecida por escrever grandes sucessos comerciais de artistas da SM.

## Biografia
Kim Yeon-jung nasceu em 3 de fevereiro de 1976, ela mudou-se para os Estados Unidos na década de noventa, com o objetivo de continuar seus estudos, no país, ingressou na conceituada Berklee College of Music, obtendo especialização em produção e engenharia musical. Embora Kenzie tivesse formação em música clássica e sabendo tocar piano e trompete, ela conheceu a cena pop  e o êxito de grupos da empresa SM Entertaiment, como S.E.S. e H.O.T., no fim dos anos noventa, o que a levou a estabelecer para si mesma uma meta de trabalhar com a empresa. Após se formar e retornar a Coreia do Sul, conseguiu realizar sua intento, além de conhecer o CEO Lee Soo-man e obter dele ensinamentos em sua carreira como compositora.
Desde então, Kenzie passou a trabalhar com os artistas da SM. Ela é casada com o letrista Kim Jung-bae, com quem colabora na criação da maioria das canções lançadas por artistas da empresa.

## Composições de Kenzie
- Lista de canções compostas por Kenzie